# Мухин, Виктор Петрович (государственный деятель)
Ви́ктор Петро́вич Му́хин (19 июля 1928, Прокудино, Аткарский район, Саратовский округ, Нижне-Волжский край, РСФСР, СССР ― 13 апреля 2005, Йошкар-Ола, Марий Эл, Россия) ― советский государственный деятель и деятель здравоохранения. Депутат Верховного Совета СССР 10-го созыва (1979―1984). Заслуженный врач Марийской АССР (1977).

## Биография
Родился 19 июля 1928 года в селе Прокудино ныне Аткарского района Саратовской области РСФСР. 
В 1952 году окончил Саратовский медицинский институт.
С 1958 года ― в г. Йошкар-Оле Марийской АССР: хирург, старший ординатор, в 1965―1988 годах ― заведующий хирургическим отделением № 1 Йошкар-Олинской городской больницы.
В 1979―1984 годах избирался депутатом Верховного Совета СССР 10-го созыва. 
За заслуги в области здравоохранения в 1977 году ему присвоено почётное звание «Заслуженный врач Марийской АССР». Награждён медалями и Почётной грамотой Президиума Верховного Совета Марийской АССР.
Ушёл из жизни 13 апреля 2005 года в Йошкар-Оле.

## Трудовые звания и награды
- Заслуженный врач Марийской АССР (1977)[1]
- Медаль «За доблестный труд. В ознаменование 100-летия со дня рождения Владимира Ильича Ленина» (1970)
- Почётная грамота Президиума Верховного Совета Марийской АССР (1988)[1]